# 11227 Ksenborisova
A 11227 Ksenborisova (ideiglenes jelöléssel 1999 JR43) a Naprendszer kisbolygóövében található aszteroida. A LINEAR projekt keretében fedezték fel 1999. május 10-én.